# Offensee
Der Offensee ist ein Bergsee im oberösterreichischen Teil des Salzkammergutes im Gemeindegebiet von Ebensee am Traunsee, am Nordfuß des Toten Gebirges und liegt auf 649 m ü. A. Der Ablauf des Offensees ist der Offenseebach, der über die Traun in die Donau entwässert. Der nährstoffarme See bietet mit seinen weitgehend naturnahen Ufern und dem stark gegliederten Vegetationsgürtel mit angrenzenden Feuchtgebieten Lebensräume für viele Tier- und Pflanzenarten; das Gebiet steht seit 1965 unter Naturschutz. Der Offensee befindet sich im Besitz der Österreichischen Bundesforste und ist ein beliebter Badesee und ein Ausflugsziel.

## Geographie
Der See im Salzkammergut, 7 km südöstlich des Ortszentrums von Ebensee am Traunsee, ist über die Offenseestraße L1296, die am Nordufer verläuft, erreichbar. Am Ende der Straße befinden sich im Nordwesten und im Nordosten Parkplätze. Um den See führt eine Forststraße, die für den öffentlichen Verkehr gesperrt ist.
Der trapezförmige See hat eine maximale Länge von 960 m und eine maximale Breite von 850 m. Die Oberfläche beträgt etwa 57 Hektar, die durchschnittliche Tiefe 19 m. Die Seewanne hat bis auf den nördlichen Bereich steil abfallende Hänge. Erst ab etwa 35 m Tiefe nimmt das Gefälle allmählich ab und eine relativ großflächige Bodenzone mit einer maximalen Tiefe von 38 m breitet sich aus. Das Wasservolumen beträgt 10,5 Millionen Kubikmeter. Die Ufer sind an den Längsseiten zumeist steinig und steil und werden im Westen vom Eibeneck (1040 m ü. A.) und im Osten vom Gschirreck (1410 m ü. A.) überragt. Die Nord- und Südufer sind flach und laufen in breiten Verlandungs- bzw. Graszonen aus.

## Hydrologie
Das hydrologische Einzugsgebiet des Offensees hat eine Gesamtfläche von 20,61 km². Die Speisung des Sees erfolgt einerseits aus oberirdischen Zuflüssen wie dem Rinnerbach, der im Süden in den See mündet, wo er einen Schwemmkegel aufschüttet. Aus Südwesten fließt der Grünbach dem Rinnerbach zu. Diese beiden Bachläufe fallen oberirdisch sehr häufig trocken. Die im Einmündungsbereich oft frühe Eisschmelze und die dort vergleichsweise niedrigeren Wassertemperaturen im Sommer lassen aber annehmen, dass durch den Schotterkörper, der das Bachbett bildet, ein permanenter unterirdischer Wasserzufluss stattfindet. Das Einzugsgebiet liegt in einem von den steilen Nordabstürzen des Weißhorns und des Rinnerkogels begrenzten Talkessel. Im Norden befindet sich der Auslauf des Offenseebachs. Der Seeabfluss wird durch ein Überfallwehr der Energie AG reguliert, welches am Offenseebach rund 500 Meter nördlich des Offensees situiert ist. Durch die energiewirtschaftliche Nutzung können sich Wasserstandsschwankungen im See von bis zu 0,9 m ergeben. Die Wassererneuerungszeit beträgt rund 6 Monate.

## Geologie

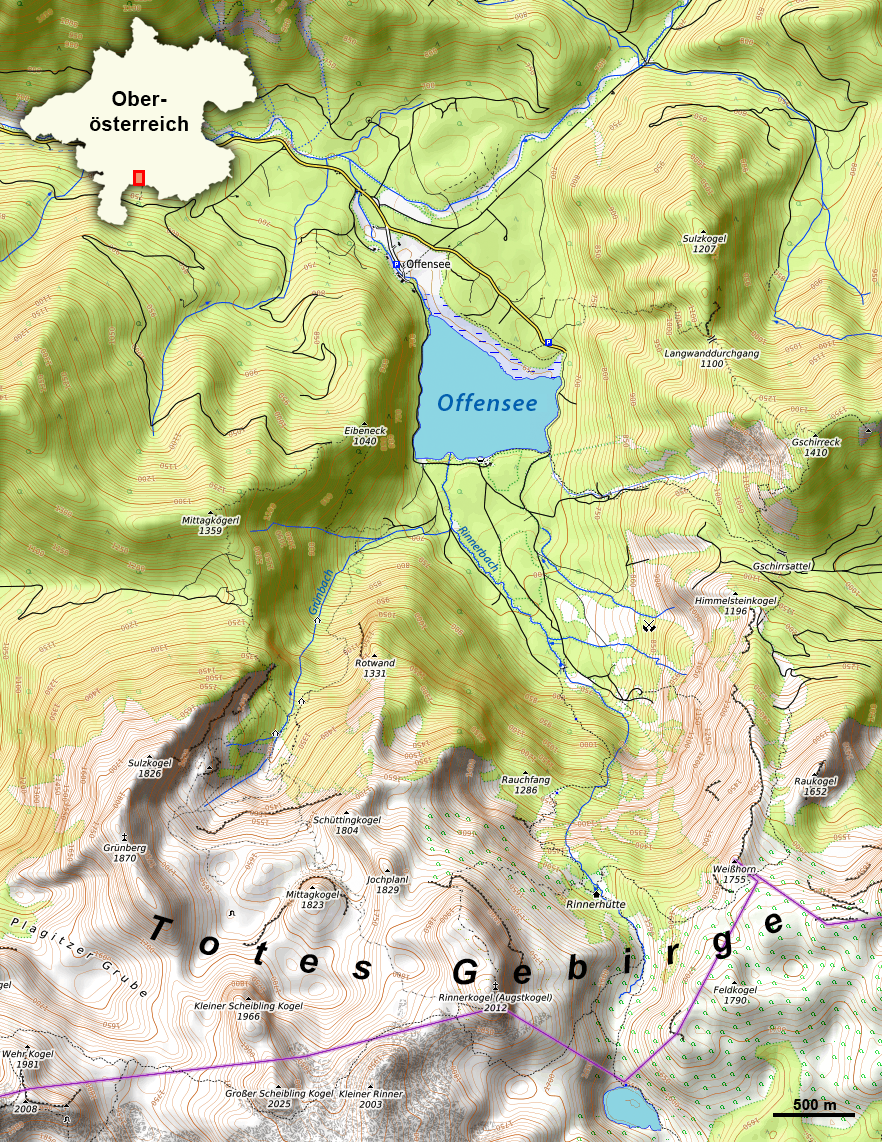
Topografische Karte des Offensees. Gut ersichtlich der Schwemmkegel im Norden

### Tektonik
Der Offensee liegt an der Grenze zwischen Totengebirgsdecke und der Staufen-Höllengebirgs-Decke (Tirolikum) und ist somit Teil der Nördlichen Kalkalpen. Diese Deckeneinheiten bestehen überwiegend aus mesozoischen Kalken und Dolomiten der Trias. Im Westteil des Toten Gebirges befindet sich die Schönberggruppe, die durch eine geologisch bedingte tiefe Einbruchsfurche von der Prielgruppe getrennt ist. Diese als Wildenseelinie bezeichnete tektonische Störung verläuft vom Altausseer See über den Hochklapfsattel zum Wildensee und weiter über den Rinnerboden zum Offensee. Das Eibeneck besteht aus Hauptdolomit, das Gschirreck aus Wettersteindolomit. Rinnerkogel und Weißhorn bestehen aus Dachsteinkalk, wobei zwischen diesen Bergen der Hauptdolomit bis zum Wildensee hinaufreicht.

### Ehemalige Vergletscherung und Entstehung
Während der Eiszeiten floss der Offenseegletscher vom Plateau des Toten Gebirges über das Offensee-Frauenweißenbachtal nach Westen dem Traungletscher bei der Plankau zu. Durch die Gletschereinwirkung entstand im Tal das übertiefte Becken des Offensees. Im Becken fand im Postglazial eine andauernde starke Schuttzufuhr statt, auf die die Einschränkung der einst viel größeren Seefläche zurückzuführen ist. Das frühere Ausmaß ist an den Felsumrandungen bzw. den Randmoränenresten oberhalb der Wehranlage Offenseesäge erkennbar. Die Schuttzufuhr fand vor allem durch den Grieseneckbach statt, der im Norden des Sees einen mächtigen Schwemmkegel aufschüttete. Dahinter staute sich der Rinnerbach und der Offensee entstand. Dieser Schwemmkegel reicht weit in die Seefläche hinein und bildet die Flachwasserzone am Nordufer, die mit einem Steilabfall endet. Am Nordostufer ist die Tendenz zur weiteren Verlandung deutlich erkennbar.

## Klima

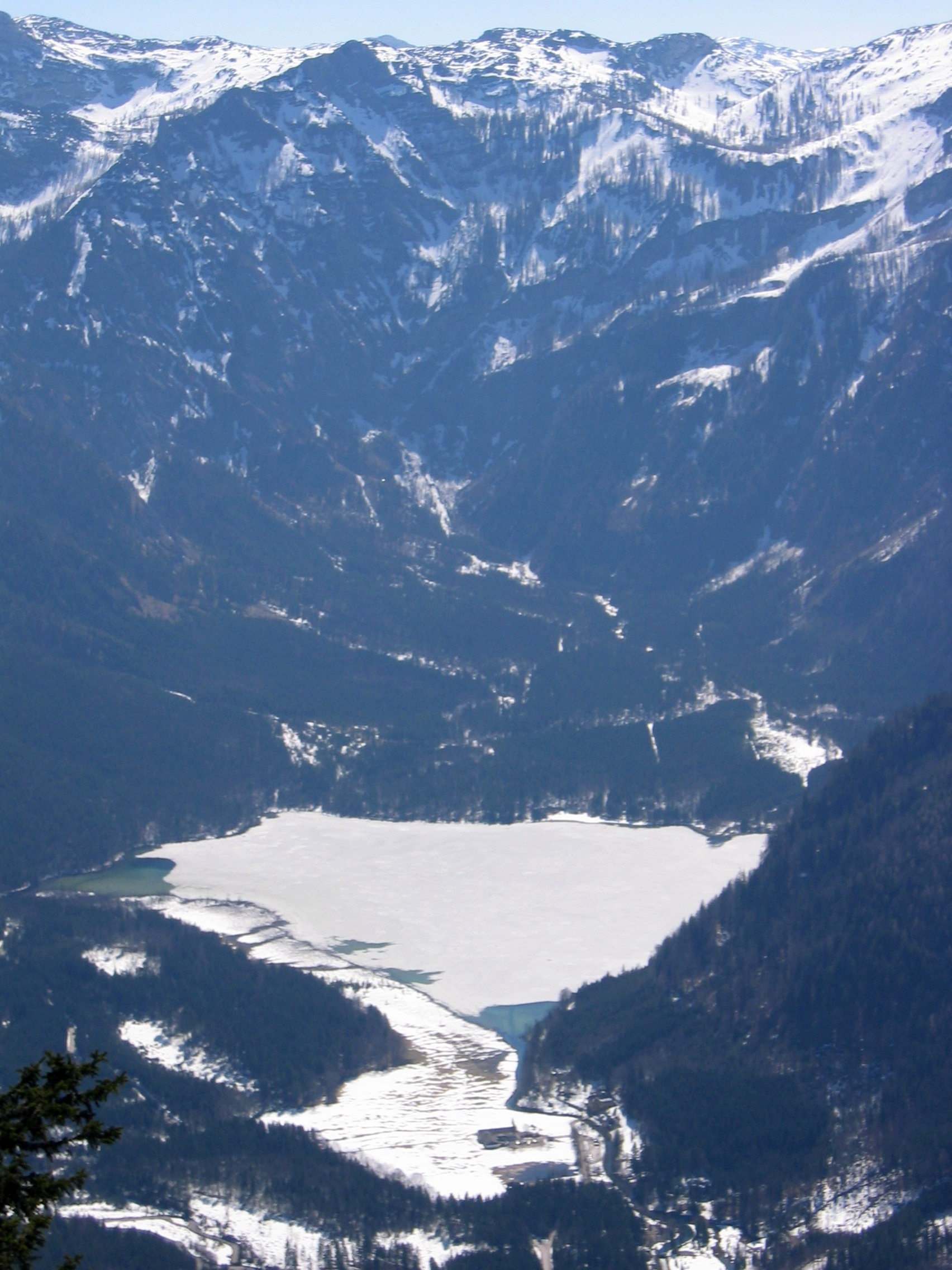
Selten hält sich das Eis bis Anfang April wie im Jahr 2005

Bedingt durch den oftmaligen Wolkenstau am Nordrand des Toten Gebirges fällt im Einzugsgebiet des Offensees überdurchschnittlich viel Niederschlag. Der Jahresniederschlag beträgt im Durchschnitt 2291 mm, davon verdunsten etwa 494 mm, der Rest von 1797 mm fließt ab. Etwa 55–60 % der Niederschläge fallen im Sommer. Die niederschlagsreichsten Tage sind im Juli zu verzeichnen, der Juli ist auch der niederschlagsreichste Monat.
Die Jahresdurchschnittstemperatur beträgt zwischen 6 und 8 °C.

## Limnologie
Im Frühjahr nach der Eisschmelze durchmischt sich der Wasserkörper und bringt sauerstoffreiches Wasser in die Tiefe. Im Sommerhalbjahr erwärmt sich vor allem die Oberflächenschicht, im Herbst kommt es erneut zur Durchmischung, der die Eisbildung folgt. Im Offensee liegen schwache Schichtungsverhältnisse vor. Ein thermisches Epilimnion bildet sich (wenn überhaupt) im Sommer nur in den obersten 1–2 m aus. Die durchschnittliche Wassertemperatur der Oberfläche beträgt 10 °C. Die minimale Wassertemperatur betrug bei Messungen in den Jahren 2012 bis 2017 1,1 °C, die maximale 21,8 °C. Bereits ab einer Tiefe von 3 m ist ein starker Temperaturabfall die Regel, dieser setzt sich bis 6 m konstant fort. Erst darunter verflacht der Temperaturgradient. In 20 m werden im Sommer üblicherweise um 7 °C gemessen. Über Grund ist die Temperatur erwartungsgemäß relativ konstant. 2007 und 2008 wurden Werte zwischen 4,4 und 6,0 °C gemessen. Auch mäßig warme Sommer bewirken einen signifikanten Temperaturanstieg über Grund bis zum September.
Der See weist eine geringe Konzentration an Nährstoffen auf und ist somit oligotroph. Durch die geringe Phytoplanktonkonzentration und das geringe Algenwachstum beträgt die mittlere sommerliche Sichttiefe 11 Meter. Die Phytoplanktongemeinschaft des Offensees wird zu allen Jahreszeiten von Vertretern der Gattung Cyclotella dominiert. Die Gattung stellt im
Jahresdurchschnitt relativ konstant 40 % des Biovolumens.

## Flora und Vegetation

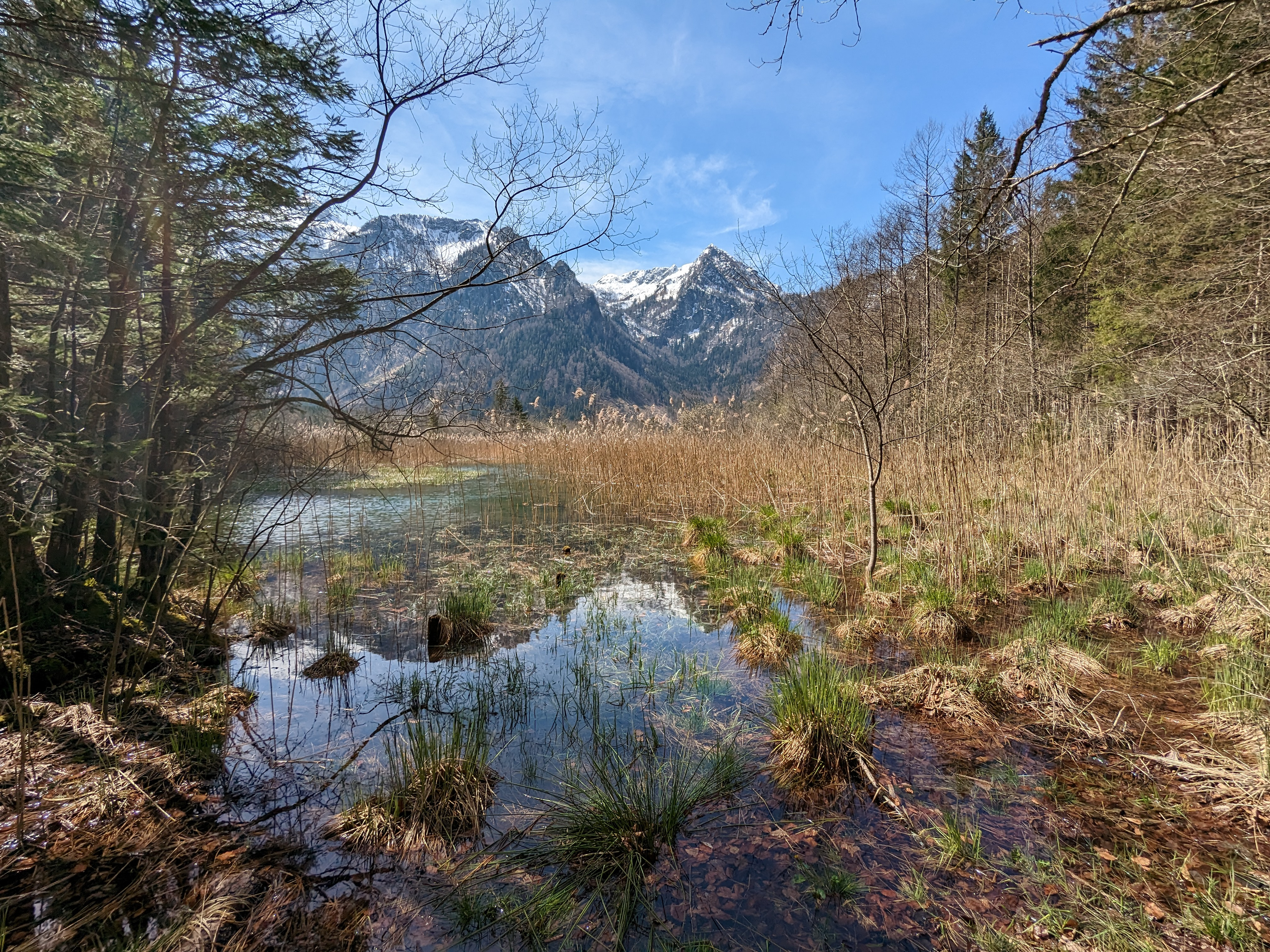
Verlandungszone mit Schilf und Bulten der Steifen Segge (Carex elata) am Nordostufer

Die steilen West- und Ostufer sind von einem Hangmischwald bedeckt, der in den oberen Teilbereichen naturnahe ist. Als dominierende Baumarten wachsen dort die Gemeine Fichte (Picea abies), die auch aufgeforstet wird, die Rot-Buche (Fagus sylvatica) und der Berg-Ahorn (Acer pseudoplatanus). Im Norden befindet sich ein kleines Verlandungsmoor, in dem die Steife Segge (Carex elata) dominiert. Dem Verlandungsmoor vorgelagert ist ein Röhricht mit einem schütteren Bestand aus Schilfrohr (Phragmites australis), Gewöhnlicher Teichbinse (Schoenoplectus lacustris) und  Schnabel-Segge (Carex rostrata). Im östlichen Teil der Verlandungszone sind auch Schwarzerlen-Bruchwälder ausgebildet. Landeinwärts befinden sich Feuchtwiesen mit Hochstaudenfluren, in denen das Echte Mädesüß (Filipendula ulmaria) dominiert. Die am Westufer verlaufende Straße mit Uferbefestigungen verhindert eine naturnahe Uferentwicklung.
An kaltes Wasser angepasste Armleuchteralgen bilden den Hauptanteil der submersen Vegetation und bedeckt große Teile des Seebodens. Im Flachwasser sind ausgedehnte Bestände von Chara aspera zu finden. Nach unten schließen sich Chara contraria und Chara virgata an. Schließlich kommen auch größere Bestände von Chara globularis vor. Die untere Makrophytengrenze bildet die Dunkle Glanzleuchteralge (Nitella opaca) in knapp 20 m Tiefe. Im Flachwasser der Südostbucht sowie entlang des Steilabfalls der Flachwasserzone am Nordufer des Sees tritt die Kanadische Wasserpest (Elodea canadensis) auf. Der Gewöhnliche Tannenwedel (Hippuris vulgaris) kommt vorwiegend in der Unterwasserform im Flachwasser vor. Im klaren Bergwasser gedeiht auch die unter Wasser blühende Gebirgssippe des Haarblättrigen Wasserhahnenfußes (Ranunculus trichophyllus). Die Laichkräuter sind mit Gewöhnlichem Zwerg-Laichkraut (Potamogeton pusillus) und Schimmerndem Laichkraut (Potamogeton × nitens) vertreten.
Das Nordufer und das Verlandungsmoor beherbergen eine artenreiche Moosflora. Bemerkenswert ist ein relativ großes Vorkommen der Moosart Hamatocaulis vernicosus, die durch die Fauna-Flora-Habitat-Richtlinie geschützt ist. Im Großteil des Moores treten basenliebende Moose wie Calliergon giganteum und Scorpidium scorpioides und an Horsten am Uferbereich Campylium elodes auf. An offeneren Stellen bildet das äußerst seltene Cinclidium stygium lokal große Bestände. Erwähnenswert ist das Auftreten von Pseudocalliergon lycopodioides, das zwischen großen Seggen-Horsten wächst. Der Offensee ist der dritte Fundort dieser Art in Österreich.

## Fauna

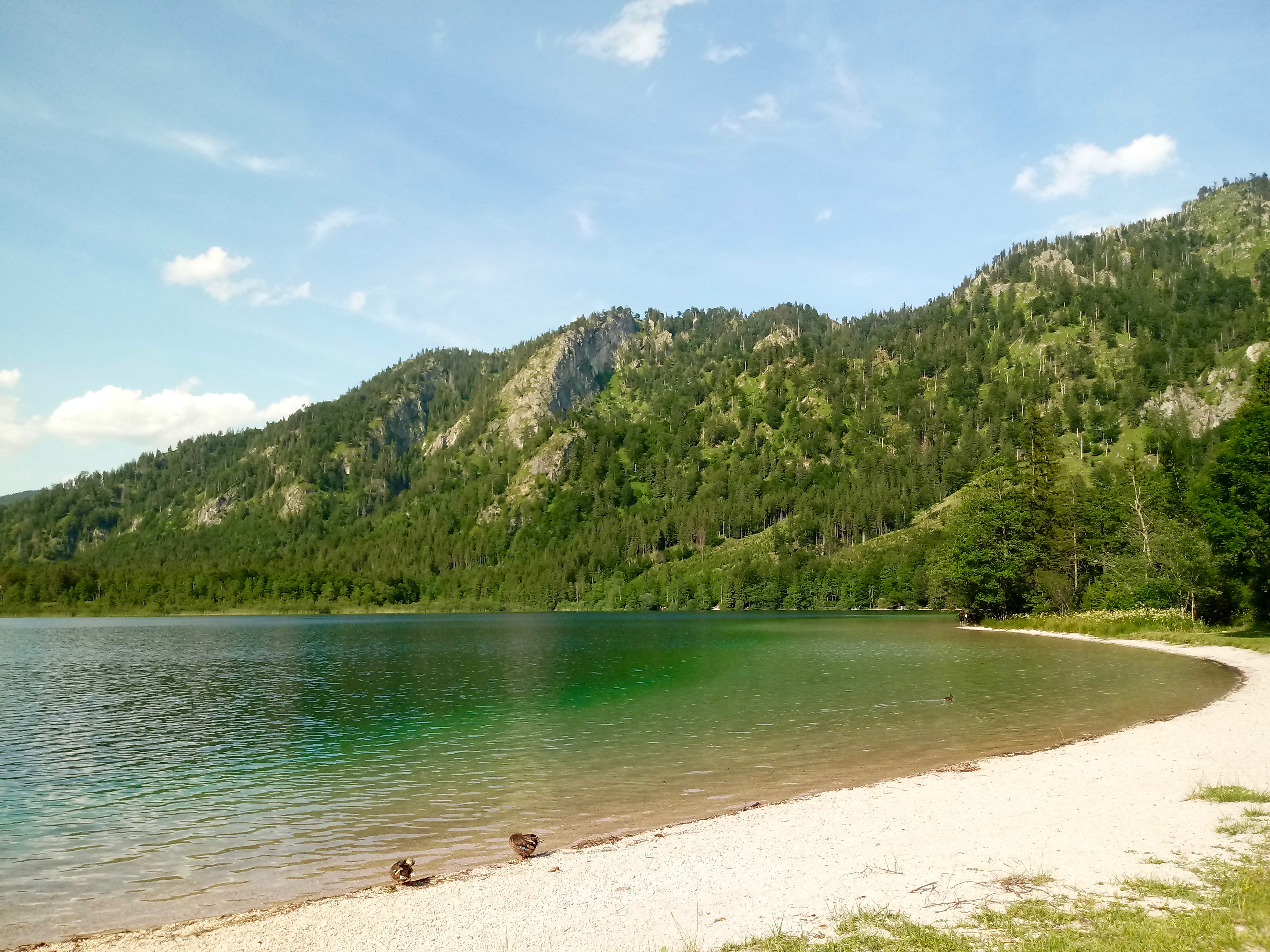
Stockenten (Anas platyrhynchos) sind häufig anzutreffen

Ursprünglich waren, wie in den meisten kleinen, kalten Bergseen im Toten Gebirge, Fische wie Elritze (Phoxinus phoxinus), Seeforelle (Salmo trutta) und Seesaibling (Salvelinus umbla) vorherrschend. Im Offensee ist auch die Aalrutte (Lota lota) autochthon. Durch künstlichen Besatz kommen überdies noch folgende Fischarten vor: Hecht (Esox lucius), Karpfen (Cyprinus carpio), Schleie (Tinca tinca), Rotauge (Rutilus rutilus) und Flussbarsch (Perca fluviatilis). Die Verlandungszone am Nordufer bildet einen idealen Laichplatz für Amphibien. Grasfrosch (Rana temporaria) und Erdkröte (Bufo bufo) sind häufig vertreten. Auch Gelbbauchunken (Bombina variegata) und Bergmolch (Ichthyosaura alpestris) leben im Offensee.
Im Offensee gibt es besonders am Westufer einen dichten Edelkrebsbestand (Astacus astacus). Der Offensee hat durch den reißenden und mit steilen Gefällestufen versehenen Offenseebach eine besondere Lage, die vor aufwandernden Signalkrebsen (Pacifastacus leniusculus) schützt und die Übertragungskette der Krebspest unterbricht. Der Edelkrebs ist ursprünglich nicht im See heimisch und die Population ist auf künstlichen Besatz zurückzuführen.
Neben den häufigen Jahresvögeln Blässhuhn (Fulica atra) und Stockente (Anas platyrhynchos) zählt auch der Haubentaucher (Podiceps cristatus) zu den Brutvögeln am Offensee.

## Naturschutz

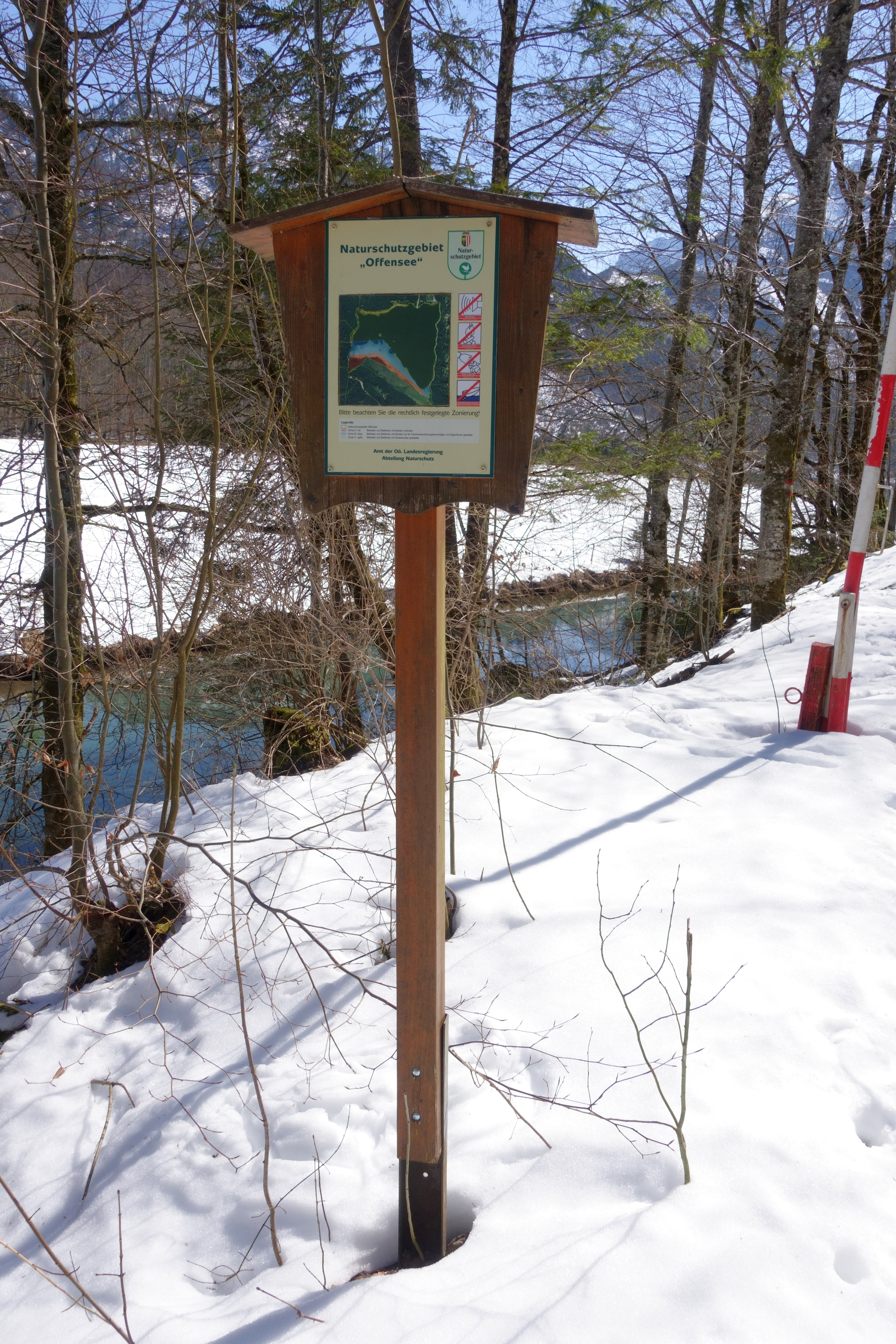
Tafel zum Naturschutzgebiet Offensee

Der Offensee stellt mit seiner vielgestaltigen Flora und Fauna ein relativ intaktes Ökosystem dar und das Gebiet steht seit 1965 unter Naturschutz (Offensee, N142). Es umfasst den See und die angrenzenden Ufer. Die geschützte Fläche beträgt 58,8 Hektar. Das Schutzgebiet ist in drei Zonen unterteilt. Zone A umfasst das Nordufer und den Bruchwald im Nordosten. Das Betreten und Befahren mit Booten ist verboten. Zone B ist der vorgelagerte, seichte Seeteil. Das Befahren mit Booten ist nur zu Fischereizwecken und den Österreichischen Bundesforsten gestattet. Zone C umfasst den restlichen See, wo Baden und das Befahren mit Ruderbooten erlaubt ist. Besatzungsmaßnahmen dürfen nur mit den autochthonen Fischarten Elritze (Phoxinus phoxinus), Seeforelle (Salmo trutta), Seesaibling (Salvelinus alpinus) und Aalrutte (Lota lota) durchgeführt werden. Ein Besatz mit Hechten (Esox lucius) erfordert die Zustimmung der Naturschutzbehörde. Das Schutzgebiet Offensee und angrenzendes Verlandungsmoor gemäß der FFH-Richtlinie als Teil des Netzwerks Natura 2000 ist mit 66 Hektar etwas größer als das vom Land Oberösterreich verordnete Schutzgebiet und umfasst auch das Verlandungsmoor am Nordufer.
Der große Bestand an Edelkrebsen ist von regionaler Bedeutung für den Neubesatz der umliegenden Seen. Im Laudachsee trat 2008 die Krebspest auf und vernichtete den Bestand an Edelkrebsen. Der Laudachsee wurde neu mit Krebsen aus dem Offensee besetzt. Im Vorderen Langbathsee wurde 2010 mit dem Populationsaufbau, bestehend aus 145 Krebsen aus dem Offensee, begonnen.
Um den Amphibienbestand zu schützen, errichtet der Tierschutzvereins Ebensee jedes Jahr zur Laichzeit einen Amphibienzaun entlang der Offenseestraße.

## Geschichte

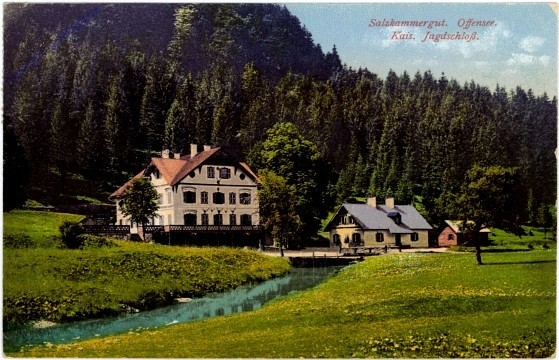
Kaiserliches Jagdschloss Offensee im Jahr 1909

Das Offenseegebiet gehörte früher dem Nonnenkloster Traunkirchen. Flurnamen wie Frauenweißenbach weisen noch darauf hin. Mit der Errichtung der nahe gelegenen Saline in Ebensee am Traunsee 1604 wurde die gesamte Holzwirtschaft des Gebietes auf die Brennholz-Erzeugung für das Sudhaus ausgerichtet. Auch das Frauenweißenbach-Offenseebach-Tal wurde für den Holztransport erschlossen. Wie an den Seen des inneren Salzkammerguts war auch am Ausfluss des Offensees eine Klause zur Holztrift vorhanden. Von der hölzernen Offenseeklause wurde 1666 berichtet, dass alle vier Tore verfault waren und daher erneuert werden mussten. 1887 zerstörten Hochwässer den Großteil der Triftbauten. Die Holztrift war damals im Auslaufen. Später baute man Forststraßen, auf denen mit Pferdefuhrwerken das Holz transportiert wurde. Von 1909 bis 1954 existierte mit der Offenseebahn eine Waldbahn zur Holzbringung.
Nördlich des Sees befindet sich beim Auslauf das Jagdschloss Offensee, ein ehemaliges Jagdschloss von Kaiser Franz Joseph I. Das Gebäudeensemble mit Kapelle ist in klassischem Schönbrunner Gelb gehalten. Das Jagdschloss beherbergte ab 1920 eine Lungenheilstätte. In der von Emil Kugler errichteten Kindersonneheilstätte wurden vor allem Kinder mit Knochentuberkulose mittels Sonnentherapie behandelt. Heute dient das Jagdschloss als Apartment-Unterkunft.

## Wirtschaft

### Forstwirtschaft, Jagd und Fischerei
Der Offensee und die umliegenden Wälder sind im Eigentum der Österreichischen Bundesforste und werden als Forstrevier Offensee verwaltet. Die Wälder werden forstwirtschaftlich genutzt und sind von einem Netz aus Forststraßen durchzogen. Als Eigentümer vergeben die Bundesforste die Jagdreviere an externe Jagdpächter. Die Fischerei wird an lokale Fischereivereine verpachtet.

### Energiewirtschaft
Der Offensee wird als Speicher für das Speicherkraftwerk Offensee 1 und das nachfolgende Kraftwerk Offensee 2 der Energie AG genutzt. Diese wurden von Stern & Hafferl in den Jahren 1908 und 1909 in Vollbetrieb genommen. Zusammen mit dem Kraftwerk Steeg und dem Traunfallwerk, mit denen die Offensee-Kraftwerke seit ihrer Inbetriebnahme durch eine Hochspannungsleitung verbunden sind, bildeten sie die Grundlage für die Elektrifizierung Oberösterreichs. Die Kraftwerke nützen neben dem Wasser des Offenseebaches, das durch die Steuerung des Seeabflusses des Offensees reguliert werden kann, auch Zuflüsse aus dem benachbarten Gimbachtal. Dabei werden pro Jahr rund 20 GWh an elektrischer Energie erzeugt.

### Tourismus

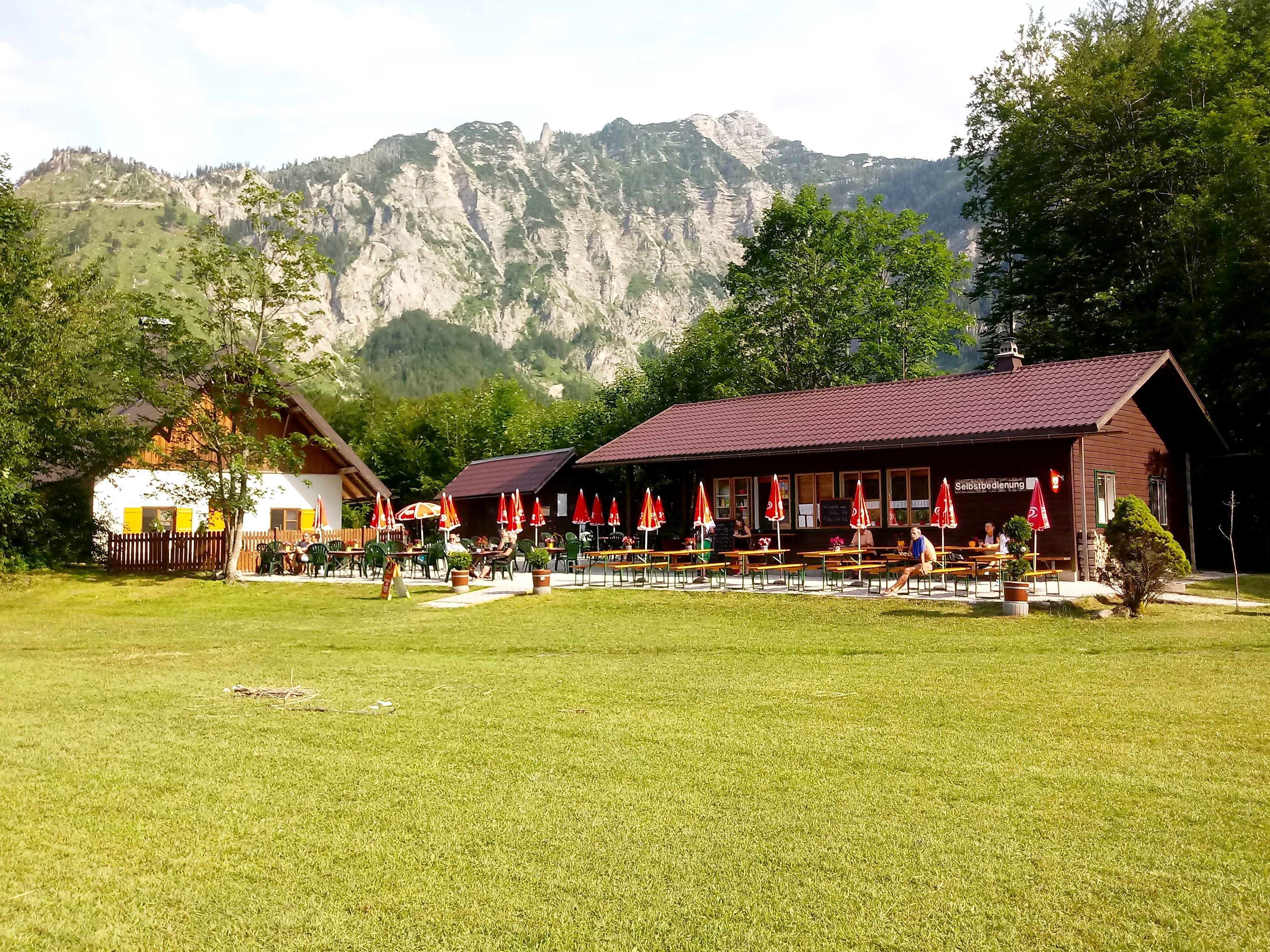
Jausenstation Seeau

Der Offensee ist ein beliebtes Ausflugsziel und wird vor allem im Sommer wegen der angenehmen Oberflächentemperatur des Wassers als Badesee genutzt. Große Teile des Südufers werden als Liegewiese genutzt.  Dort befindet sich die Jausenstation Seeau. Nördlich des Sees steht beim Auslauf der Bewirtungsbetrieb Schutzhütte Hauseck. Der Offensee ist auch zum Eislaufen oder Eisstockschießen geeignet, da er im Winter oft vollständig zufriert.
Der Offensee ist Ausgangspunkt mehrerer Wanderwege:
- Uferweg um den See
- Weg 420: Der Hochpfad verbindet den See mit dem Almsee und ist Teil des Voralpenwegs 04.
- Weg 422: Er verläuft nach Norden ins Rindbachtal und ist Teil des Voralpenwegs 04.
- Weg 212: Offensee – Rinnerhütte – Wildensee – Altaussee